# نيكول ديفيس
نيكول ديفيس (بالإنجليزية: Nicole Davis) (و. 1982  م) هي لاعبة كرة طائرة، ولاعبة كرة طائرة شاطئية، من الولايات المتحدة، ولدت في ستوكتون، كاليفورنيا، شاركت في ألعاب أولمبية صيفية 2012، والألعاب الأولمبية الصيفية 2008.

## روابط خارجية
- نيكول ديفيس على موقع الاتحاد الأوروبي (الإنجليزية)
- نيكول ديفيس على موقع عالم الكرة الطائرة (الإنجليزية)
- نيكول ديفيس على موقع Ligue Nationale de Volley (الفرنسية)
- نيكول ديفيس على موقع دوري الدرجة الأولى الإيطالي للكرة الطائرة - سيدات (الإيطالية)
- نيكول ديفيس على موقع اللجنة الأولمبية الدولية (الإنجليزية)
- نيكول ديفيس على موقع أوليمبيديا (الإنجليزية)
- نيكول ديفيس على موقع اللجنة الأولمبية والبارالمبية الأمريكية (الإنجليزية)